# Открытый чемпионат Италии по теннису 2012
Открытый чемпионат Италии по теннису 2012 года — 69-й розыгрыш ежегодного профессионального теннисного турнира среди мужчин и женщин, проводящегося в итальянском городе Рим и являющегося частью тура ATP в рамках серии Masters 1000 и тура WTA в рамках серии Premier 5.
В 2012 году турнир прошёл с 14 по 21 мая. Соревнование продолжало околоевропейскую серию грунтовых турниров, подготовительную к майскому Roland Garros.
Прошлогодние победители:
- в мужском одиночном разряде —  Новак Джокович
- в женском одиночном разряде —  Мария Шарапова
- в мужском парном разряде —  Джон Изнер /  Сэм Куэрри
- в женском парном разряде —  Пэн Шуай /  Чжэн Цзе

## Соревнования

### Мужчины. Одиночный турнир
Рафаэль Надаль обыграл  Новака Джоковича со счётом 7-5, 6-3.
- Надаль выигрывает 3-й титул в сезоне и 49-й за карьеру в основном туре ассоциации.
- Джокович уступает 2-й финал в сезоне и 16-й за карьеру в основном туре ассоциации.

### Женщины. Одиночный турнир
Мария Шарапова обыграла  Ли На со счётом 4-6, 6-4, 7-6(5).
- Шарапова выигрывает 2-й титул в сезоне и 26-й за карьеру в туре ассоциации.
- Ли уступает 2-й финал в сезоне и 7-й за карьеру в туре ассоциации.

### Мужчины. Парный турнир
Марсель Гранольерс /  Марк Лопес обыграли  Лукаша Кубота /  Янко Типсаревича со счётом 6-3, 6-2.
- Гранольерс выигрывает 1-й титул в сезоне и 7-й за карьеру в основном туре ассоциации.
- Лопес выигрывает 2-й титул в сезоне и 7-й за карьеру в основном туре ассоциации.

### Женщины. Парный турнир
Сара Эррани /  Роберта Винчи обыграли  Екатерину Макарову /  Елену Веснину со счётом 6-2, 7-5.
- Эррани выигрывает 5-й титул в сезоне и 13-й за карьеру в туре ассоциации.
- Винчи выигрывает 5-й титул в сезоне и 13-й за карьеру в туре ассоциации.